# Théâtre du Pacifique Sud-Ouest de la Seconde Guerre mondiale

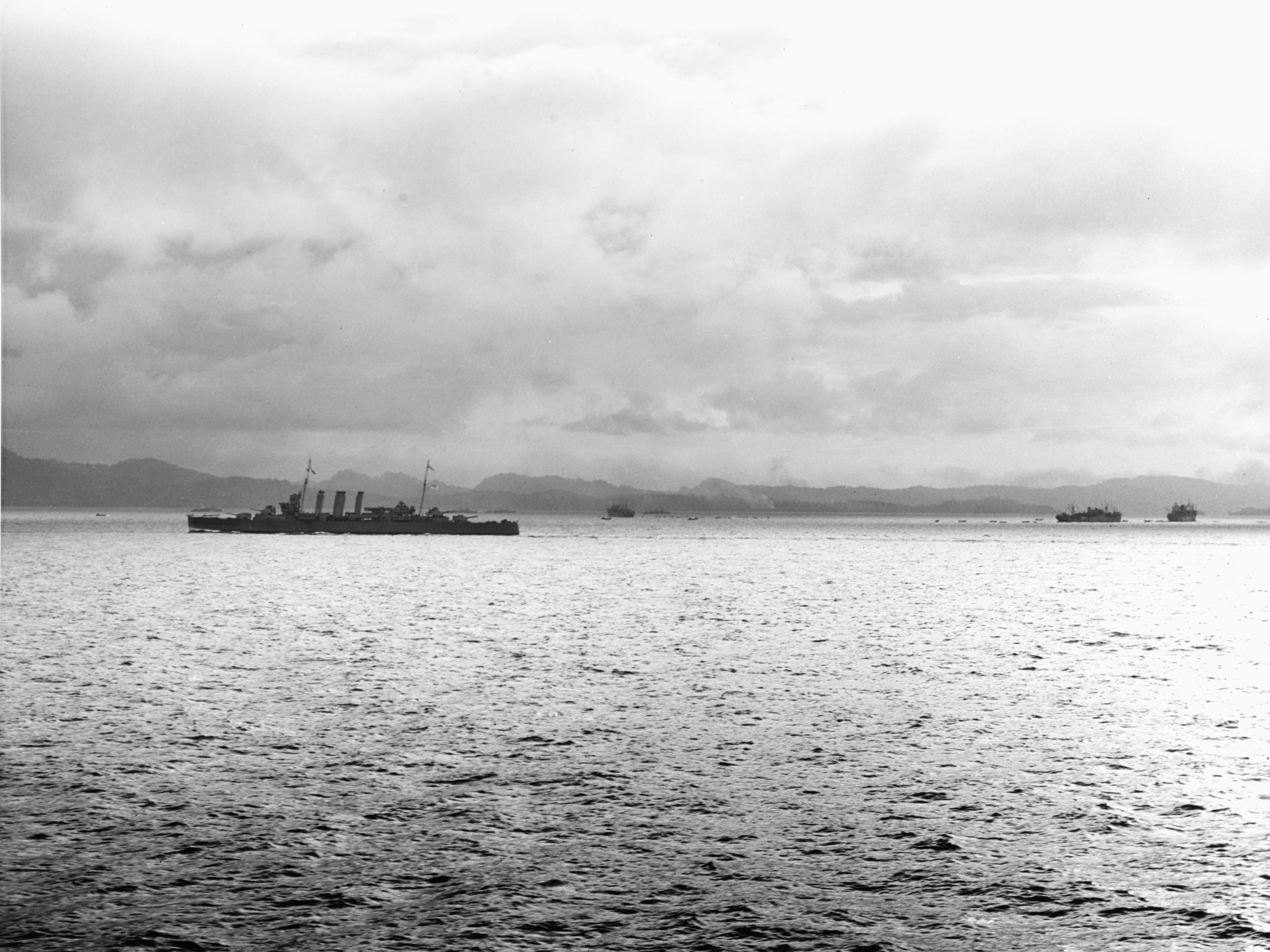
Le croiseur australien (centre gauche) protège trois navires de transport alliés (arrière-plan et centre droit) déchargeant des troupes et des vivres à Tulagi.

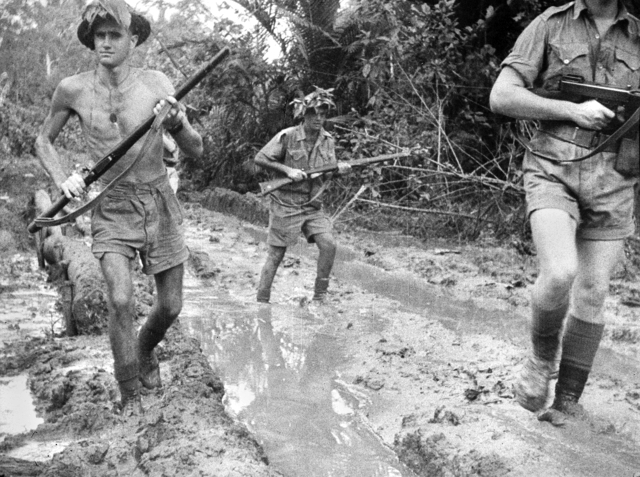
Les troupes australiennes dans la baie de Milne, en Nouvelle-Guinée. L'armée australienne fut la première à infliger une défaite à l'armée impériale japonaise pendant la Seconde Guerre mondiale lors de la bataille de la baie de Milne d'août à septembre 1942.

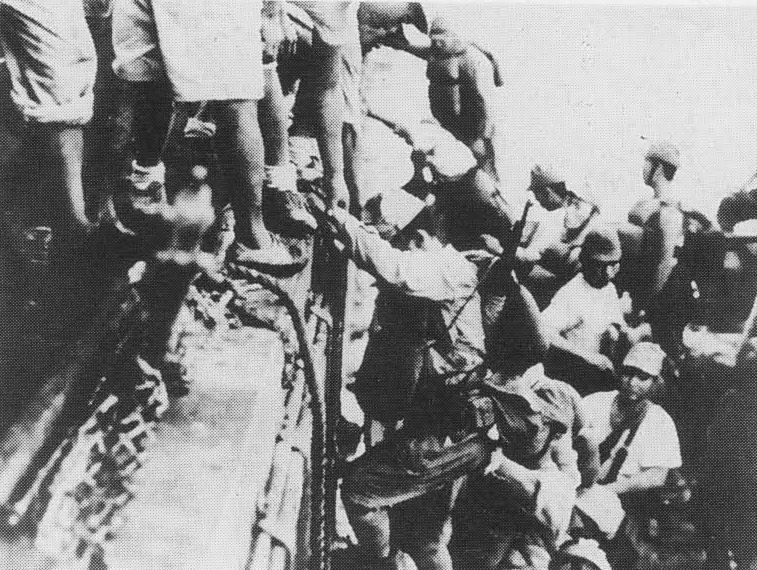
Les troupes japonaises embarquent sur un navire de guerre en vue d'un Tokyo Express dans le courant de 1942.

Un bombardier américain A-20G du 3e Groupe d'attaque bombarde un navire marchand japonais au large de la Nouvelle-Guinée pendant la bataille de la mer de Bismarck, en mars 1943.

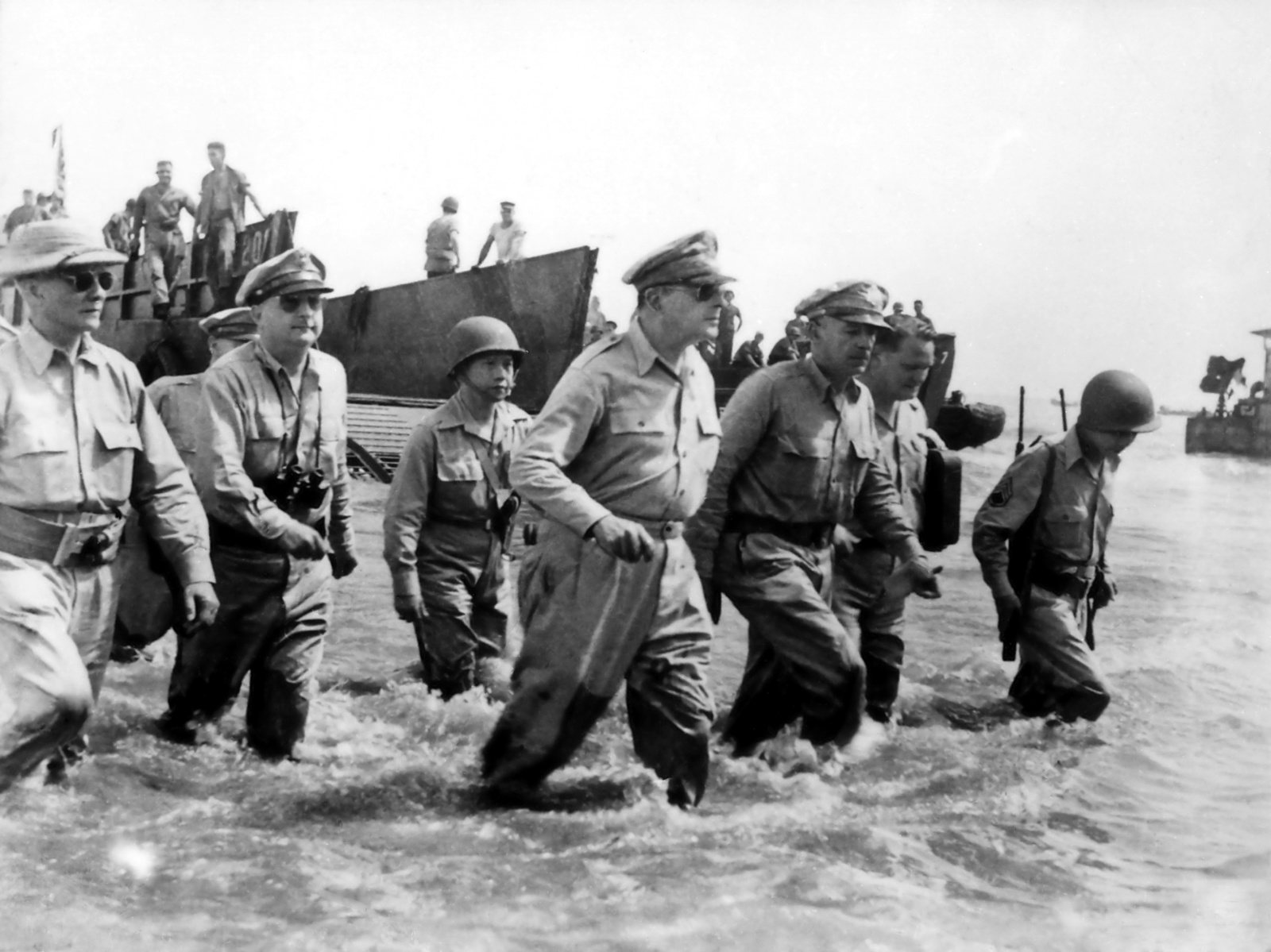
Douglas MacArthur débarquant à Leyte (Philippines) lors de la bataille le 20 octobre 1944.

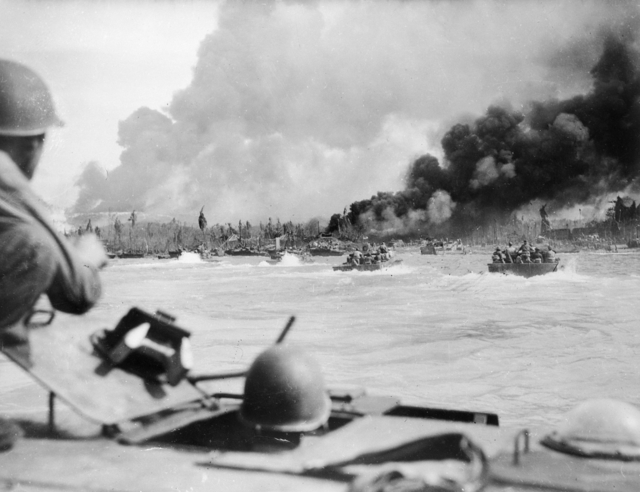
Des LVT américains acheminent des troupes australiennes pendant la bataille de Balikpapan, Bornéo, 1er juillet 1945.

Le théâtre du Pacifique Sud-Ouest pendant la Seconde Guerre mondiale, fut un théâtre militaire majeur de la guerre du Pacifique. La zone comprenait les Philippines, les Indes néerlandaises (à l'exception de Sumatra), Bornéo, l'Australie et une partie de Nouvelle-Guinée (dont l'archipel Bismarck) et la partie ouest des îles Salomon. Cette zone a été définie par le South West Pacific Area (SWPA) des puissances alliées.
Dans le théâtre du Pacifique Sud-Ouest, les forces japonaises ont combattu principalement contre les forces des États-Unis et l'Australie. La Nouvelle-Zélande, les Pays-Bas (principalement les Indes néerlandaises), les Philippines, le Royaume-Uni ont également contribué à la lutte contre le Japon.
Le Pacifique Sud devint un théâtre majeur de la guerre après l'attaque japonaise sur Pearl Harbor en décembre 1941. Initialement, les plans de guerre américains prévoyaient une contre-offensive à travers le Pacifique central, mais cela a été perturbé par la perte des cuirassés à Pearl Harbor. Au cours de la première campagne du Pacifique Sud, les forces américaines ont cherché à établir un périmètre défensif contre de nouvelles attaques japonaises. Elle a été suivie de la deuxième campagne du Pacifique Sud, qui a commencé avec la bataille de Guadalcanal.

## Commandement allié
Le général américain Douglas MacArthur avait commandé les forces américaines aux Philippines dans ce qui allait devenir le théâtre du Pacifique Sud-Ouest, mais faisait alors partie d'un théâtre plus vaste qui englobait le Pacifique Sud-Ouest, le continent de l'Asie du Sud-Est (y compris l'Indochine et la Malaisie) et le nord de l'Australie, sous le commandement éphémère American-British-Dutch-Australian Command (ABDACOM). Peu de temps après l'effondrement de celui-ci, le commandement suprême du théâtre du Pacifique Sud-Ouest passa à MacArthur qui fut nommé commandant suprême de la zone du Pacifique Sud-Ouest le 30 mars 1942,. L'autre grand commandement du théâtre du Pacifique, le Pacific Ocean Areas, était commandé par l'amiral américain Chester Nimitz, qui était également commandant en chef de la flotte du Pacifique. MacArthur et Nimitz étaient supervisés par les Joint Chiefs et l'état-major interallié.

## Commandement japonais
La plupart des forces japonaises sur le théâtre faisaient partie du Groupe d'armées expéditionnaire japonais du Sud, qui a été formée le 6 novembre 1941, sous le commandement du général Hisaichi Terauchi. Celui-ci était responsable des unités terrestres et aériennes de l'Armée impériale japonaise (IJA) en Asie du Sud-Est et dans le Pacifique Sud. La Flotte combinée de la marine impériale japonaise (IJN) était responsable des navires de guerre, unités d'aviation navale et unités d'infanterie de marine japonaises. L'IJN et l'IJA n'utilisaient pas formellement de personnel interarmées / combiné au niveau opérationnel, et leurs structures de commandement / zones géographiques d'opérations se chevauchaient entre elles et avec celles des Alliés.

## Campagnes et batailles majeure
- Bataille des Philippines (1941-1942)
  - Bataille de Bataan
  - Bataille de Corregidor
- Invasion des Indes orientales néerlandaises, 1941-1942
  - Bataille du détroit de Badung, 19-20 février 1942 [3]
  - Première bataille de la mer de Java, 27 février 1942 [4]
  - Bataille du détroit de la Sonde, 28 février - 1er mars 1942[5]
  - Seconde bataille de la mer de Java, 1er mars 1942[6]
- Campagne des îles Salomon, 1943-1945
  - Bataille de Nouvelle-Géorgie, juin-août 1943
  - Bataille du golfe de Kula, 6 juillet 1943[7]
  - Bataille de Kolombangara, 13 juillet 1943
  - Bataille du golfe de Vella, 6-7 août 1943
  - Bataille navale de Vella Lavella, 6-7 octobre 1943
  - Bataille des îles du Trésor, 27 octobre-12 novembre 1943
  - Bataille de la baie de l'Impératrice-Augusta, 2 novembre 1943
  - Bataille du cap Saint-George, 25 novembre 1943
  - Campagne de Bougainville, novembre 1943 - août 1945
- Campagne de Nouvelle-Guinée, 1942-1945
  - Invasion de Rabaul, janvier-février 1942
  - Invasion de Salamaua-Lae, mars 1942
  - Bataille de la mer de Corail, 4-8 mai 1942[4]
  - Invasion de Buna-Gona, juillet 1942
  - Campagne de la piste Kokoda, juillet-novembre 1942
  - Bataille de Goodenough, octobre 1942
  - Bataille de Buna-Gona-Sanananda, novembre 1942 - janvier 1943
  - Bataille de Wau, janvier 1943
  - Bataille de la mer de Bismarck, 2 mars 1943[4]
  - Opération Chronicle, 1943
  - Débarquement de la baie de Nassau, 1943
  - Campagne de Salamaua-Lae, avril-septembre 1943
  - Campagne des monts Finisterre, septembre 1943 - avril 1944
  - Campagne de la péninsule de Huon, septembre 1943 - mars 1944
  - Campagne de Nouvelle-Bretagne, 26 décembre 1943[8]
  - Campagne des îles de l'Amirauté, 29 février 1944
  - Opérations Reckless et Persecution, 22 avril 1944 [9]
  - Bataille de Biak, 27 mai 1944[9]
  - Bataille de Noemfoor, 2 juillet 1944
  - Bataille de Morotai, 15 septembre 1944[9]
  - Campagne d'Aitape-Wewak, novembre 1944
- Bataille de Timor, 1942–43
- Campagne des Philippines
  - Bataille de Leyte, octobre-décembre 1944
  - Bataille du golfe de Leyte, 23-26 octobre 1944 [9]
  - Bataille de Mindoro, décembre 1944
  - Invasion du golfe de Lingayen, janvier 1945
  - Bataille de Luçon, janvier-août 1945
  - Bataille de Manille, février-mars 1945
  - Bataille de Corregidor, février 1945
  - Invasion de Palawan, février-avril 1945
  - Bataille des Visayas, mars-juillet 1945
  - Bataille de Mindanao, mars-août 1945
  - Bataille de Maguindanao, janvier-septembre 1945
- Campagne de Bornéo
  - Bataille de Tarakan, mai-juin 1945
  - Bataille de Bornéo du Nord, juin-août 1945
  - Bataille de Balikpapan, juillet 1945